# 潜江日报
30°24′55″N 112°53′32″E / 30.41534°N 112.89234°E
《潜江日报》（CN42-0006），原名《潜江报》，是潜江日报社负责出版发行的报纸，流通范围主要在中华人民共和国湖北省潜江市，是当地最大的报纸。

## 沿革
《潜江日报》是中国共产党潜江市委员会的机关报。1956年8月1日，报纸创刊，初名《潜江报》，当时是中共潜江县委机关报，五日刊。1961年1月21日停刊。1993年1月1日复刊。2001年1月，报纸更名为《潜江日报》。日报社位于湖北省潜江市章华中路5号。